# Michael Katz Krefeld
Œuvres principales
- Série Thomas « Ravn » Ravnsholdt

Michael Katz Krefeld, né le 11 juillet 1966 à Gammel Holte dans la commune du Rudersdal, de la région du Hovedstaden, au Danemark, est un romancier et scénariste danois, notamment connu dans son pays pour ses romans policiers.

## Biographie
Petit-fils de l'écrivain danois Herman Krefeld, Michael Katz Krefeld naît à Gammel Holte en 1966. Il travaille comme scénariste sur des courts-métrages et des séries télévisées pour la télévision danoise avant de débuter en 2007 une carrière de romancier avec la publication d'un premier roman policier, Før stormen. 
En 2013, il remporte le prix Harald-Mogensen avec le roman Sort sne falder.
La même année, il publie le roman La Peau des anges (Afsporet), premier volume d'une série consacrée aux enquêtes de Thomas Ravnsholdt, un ancien officier de police devenu détective privé. 

## Œuvre

### SérieThomas «Ravn» Ravnsholdt
1. La Peau des anges, Actes Sud, coll. « Actes noirs », 2017 ((da) Afsporet, 2013), trad. Fréderic Fourreau  (ISBN 978-2-330-07258-2)Réédition, Actes Sud, coll. « Babel noir » no 230, 2012 (ISBN 978-2-330-12515-8)
2. Disparu, Actes Sud, coll. « Actes noirs », 2020 ((da) Savnet, 2014), trad. Fréderic Fourreau  (ISBN 978-2-330-13175-3)Réédition, Actes Sud, coll. « Babel noir » no 269, 2022 (ISBN 978-2-330-16341-9)
3. La Secte, Actes Sud, coll. « Actes noirs », 2022 ((da) Sekten, 2015), trad. Fréderic Fourreau  (ISBN 978-2-330-16327-3)

### Romans policiers indépendants
- (da) Før stormen, 2007
- (da) Pans hemmelighed, 2009
- (da) Protokollen, 2010
- (da) Sort sne falder, 2012
- (da) Sekten, 2015
- (da) Dybet, 2016
- (da) Pagten, 2017

## Prix et distinctions
- Prix Harald-Mogensen en 2013 pour Sort sne falder.
- Prix Martha (da) en 2016.